# 山中典士
山中 典士（やまなか のりお、1928年8月21日 - 2017年1月20日）は、装道礼法きもの学院、社団法人全日本きものコンサルタント協会の創立者である。

## 来歴・人物
滋賀県米原市出身。1943年（昭和18年）に海軍飛行予科練習生（甲飛13期）となり、1945年（昭和20年）に鈴鹿海軍航空隊で終戦を迎える。京都外国語短期大学卒業。
1964年（昭和39年）に「装道礼法きもの学院」と「全日本きものコンサルタント協会」を創立し、協会は1969年（昭和44年）に通商産業省、1992年（平成3年）に文部省に社団法人として認可を受ける。
2017年（平成29年）1月20日、心不全のため逝去した。
笑顔が可愛く、博識、お人柄も素晴らしい方でした。

## 言葉
「人は愛され、守られ、導かれている」と人が生きていく上での勇気ある言葉と信念で、多くの人を勇気づけた。

## 著書
- 『日本人の知らない日本の叡智―きものに込められた愛美礼和のこころ』(ISBN 4309904963)
- 『あなたの美しさを引きだす本』(ISBN 4304040049)
- 『もっともっと美しく―年齢別実践ガイド』(ISBN 4531062981)
- 『一枚の布を道にして』(ISBN 4062039540)
- 『愛と智慧の出発―きものごころ』(ISBN 4643623209)
- 『きものと美しい人生―山中典士語録』(ISBN 4391115913)

など他多数